# 1997

## Події
Див. також: Категорія:1997
- 1 січня — Нідерланди розпочали головування в Раді ЄС[1].
- 8 лютого — в Києві була створена партія Християнсько-Народний Союз, яку в 2003 році було перейменовану на Християнсько-Демократичний Союз.
- 6 червня — в Дніпрі на житловому масиві «Тополя-1», через зсув ґрунту, пішли під землю багатоповерхівка, два дитячих садки та школа.
- 1 липня — Гонконг був переданий під керівництво Китаю після понад 150-річного правління Великої Британії.
- 1 липня — Люксембург розпочав головування в Раді ЄС[1].
- 17 липня — Україна ратифікувала Європейську конвенцію з прав людини.
- 15 жовтня — стартував проєкт дослідження Сатурна і Титана.
- 15 жовтня — запущено автоматичний космічний апарат «Кассіні — Гюйгенс».
- з 19 листопада по 5 грудня — український космонавт Леонід Каденюк здійснив політ у космос на човнику «Колумбія».

## Народились
Дивись також Категорія:Народились 1997
- 6 січня — Макар Тихомиров, український актор.
- 11 січня — Коді Сімпсон, австралійський співак, автор пісень, музикант, танцюрист і актор.
- 13 січня — Коннор Мак-Девід, канадський хокеїст.
- 17 січня — Джейк Пол, американський актор і відеоблоґер.
- 20 січня — Олександр Тимчик, український футболіст, правий захисник київського «Динамо» та збірної України.
- 10 лютого — Хлоя Морец, американська акторка.
- 25 лютого — Ізабель Фурман, американська акторка.
- 2 березня — Беккі Джі, американська співачка, авторка, реперка, акторка й модель.
- 3 березня — Каміла Кабельйо, кубино-американська співачка.
- 14 березня — Сімона Байлс, американська гімнастка
- 21 березня — Богдан Михайліченко, український футболіст, лівий захисник бельгійського «Андерлехта».
- 27 березня — Людмила Лузан, українська веслувальниця-каноїстка, срібна та бронзова призерка Олімпійських ігор 2020 року.
- 1 квітня — Ейса Баттерфілд, англійський актор
- 3 квітня — Khayat, український співак.
- 11 квітня — Mélovin, український співак, переможець шостого сезону українського вокального шоу «X-Фактор».
- 15 квітня — Мейсі Вільямс, англійська акторка, розробниця програмного забезпечення.
- 20 квітня — Александр Зверєв, німецький професійний тенісист.
- 7 травня — Олександр Піхальонок, український футболіст, півзахисник «Дніпра-1» та збірної України.
- 15 травня — Усман Дембеле, французький футболіст малійського походження
- 21 травня — Вікторія Петрик, українська співачка.
- 23 травня — Нікіта Кісельов, український співак та композитор.
- 1 червня — Володимир Шепелєв, український футболіст, півзахисник збірної України та київського «Динамо».
- 17 червня — Кей Джей Апа, новозеландський актор.
- 21 червня — Артем Довбик, український футболіст, нападник іспанської «Жирони» та збірної України.
- 29 липня — Христина Столока, українська модель, володарка титулу Міс Україна 2015.
- 30 липня — Roxolana, українська співачка.
- 9 серпня 
  - Клавдія Дрозд, українська акторка театру та кіно.
  - Богдан Цимбал, український біатлоніст.
- 10 серпня — Кайлі Дженнер, американська підприємиця та модель.
- 24 серпня — Алан Вокер, англо-норвезький музикальний продюсер та діджей.
- 25 вересня — Анна Кривонос, українська біатлоністка.
- 30 вересня — Джеффрі Кенні, український співак нігерійського походження, вокаліст електронного гурту «Tvorchi».
- 3 жовтня — Tricky Nicki, український реп-виконавець.
- 14 жовтня — Laud, український співак.
- 12 листопада — SAMVEL, український співак, модель. Чемпіон України з бойового самбо серед юнаків.
- 14 листопада — Іванна Сахно, українська та американська акторка.
- 15 листопада — Віктор Циганков, український футболіст, правий вінгер іспанської «Жирони» та збірної України.
- 26 листопада — Олександра Кучеренко, українська журналістка, ведуча, володарка титулу Міс Україна 2016.
- 27 листопада — Саша Спілберг, російська відеоблогерка, співачка та акторка.
- 28 листопада — Юлія Левченко, українська легкоатлетка, що спеціалізується в стрибках у висоту.
- 16 грудня — Зара Ларссон, шведська співачка.

## Померли
Див. також: Категорія:Померли 1997, Список померлих 1997 року
- 18 січня — Адріана Казелотті, американська акторка та співачка.
- 3 лютого — Грабал Богуміл, чеський письменник-прозаїк, поет, номінант Нобелівської премії (*1994).
- 23 лютого — Едуард «Редт» Старков, поет, фронтмен та засновник гурту Химера, музикант гурту Последние танки в Париже.
- 29 травня — Каждан Олександр Петрович, історик-візантиніст (* 1922, Москва).
- 4 серпня — Жанна Луїза Кальман, французька акторка, найстаріша людина світу.
- 1 вересня —Орищин Євген, чемпіон Галичини з гімнастики.
- 3 листопада — Нестеренко Олексій Олексійович, економіст, член-кореспондент НАН України (*1904).

## Нобелівська премія
- з фізики: Стівен Чу; Клод Коен-Таннуджи; Вільям Філіпс
- з хімії: Пол Бойєр; Джон Ернест Вокер; Єнс Крістіан Скоу
- з медицини та фізіології: Стенлі Прузінер
- Нобелівська премія з економіки: Роберт Мертон Кархарт, Майрон Шоулз
- Нобелівська премія з літератури: Даріо Фо
- Нобелівська премія миру: Міжнародний рух за заборону протипіхотних мін

## Державна премія України імені Тараса Шевченка
Див. Національна премія України імені Тараса Шевченка — лауреати 1997 року.

## Державна премія України в галузі науки і техніки1997
Список лауреатів див. Лауреати Державної премії України в галузі науки і техніки (1997).